# Râul Brătuia
Râul Brătuia este un curs de apă, afluent al râului Jiu. 